# Équipe du Kazakhstan masculine de water-polo
L’équipe du Kazakhstan de water-polo masculin est l'équipe nationale masculine de water-polo, depuis l'indépendance de cet État, fin 1991. Elle a remporté de nombreux titres asiatiques depuis 1994 et représente le pays aux grandes compétitions mondiales, comme les Jeux olympiques, où elle a terminé 9e en 2000 et à la 11e place en 2004 et 2012..

## Palmarès
- Jeux asiatiques
  -  Médaille d'or en 1994, 1998, 2002, 2010, 2014 et en 2018
  -  Médaille de bronze en 2006

- Championnats d'Asie
  -  Médaille d'argent en 2009,  2012 et 2016

## Performances dans les compétitions internationales

### Jeux olympiques
- 2000 : 9e place
- 2004 : 11e place
- 2012 : 11e place
- 2020 : 11e place